# Dziatława (rejon orszański)
Dziatława (biał. Дзятлава; ros. Дятлово; pol. hist. Diatłowo) – wieś na Białorusi, w obwodzie witebskim, w rejonie orszańskim, w sielsowiecie Zubrewiczy. 
W pobliżu znajduje się przystanek kolejowy Dziatława, położony na linii Moskwa – Mińsk – Brześć.

## Historia
W XIX i w początkach XX w. położone było w Rosji, w guberni mohylewskiej, w powiecie orszańskim, w gminie Kochanowo. Następnie w granicach Związku Sowieckiego. Od 1991 w niepodległej Białorusi.